# Aninout
 (décembre 2023).
Si vous disposez d'ouvrages ou d'articles de référence ou si vous connaissez des sites web de qualité traitant du thème abordé ici, merci de compléter l'article en donnant les références utiles à sa vérifiabilité et en les liant à la section « Notes et références ».
Aninout (אנינות) signifie "affliction", et désigne dans le judaïsme tant l'état affectif que le statut légal d'une personne venant d'apprendre le décès de l'un de ses sept proches, père, mère, frère, sœur, fils, fille ou conjoint. 
Étant donné son état émotionnel, l' onen (fém. onenet;plur. onenim) est incapable de s'investir dans la prière. Il est donc dispensé des mitzvot positives, comme la prière, les bénédictions, le port de Talit, les tefilin, l'étude de la Torah. Il ne peut participer à un minyan, et ne se rend donc pas à la synagogue. Il s'abstient également, dès l'annonce de la nouvelle, des délices de la vie, comme la viande, le vin et le devoir conjugal. Il ne salue pas les gens venus le soutenir dans sa douleur. Il évite les occasions festives et ne doit, en principe, sortir de chez lui que pour entreprendre les démarches indispensables à l'enterrement. Cependant, il peut confier ceux-ci aux soins de la Hevra Kaddisha et se livrer à des activités professionnelles si ceux-ci étaient entrepris et ne peuvent être interrompus sans occasionner une perte financière importante. 
Contrairement à l´avel, l´onen ne doit pas retirer ses chaussures de cuir. Il ne le fera qu'à la fin de la cérémonie d'inhumation. Un onen peut, ou non, se laver et se couper les cheveux avant l'enterrement, selon l'attitude de la communauté : ceux qui le permettent estiment que l'onen qui trouve le temps de le faire a laissé la Hevra kaddisha s'occuper des détails de l'enterrement.
Bien que le stade d´aninout dure de l'annonce du décès jusqu'à la fin de l'enterrement, si l'onen a confié les démarches à la Hevra Kaddisha et ne pourra assister à l'enterrement (trop lointain, problèmes de santé, etc.), son statut d'avelout commence dès le moment où tous les rites de l'inhumation ont été réalisés.
Comme tous les stades du deuil, l´onen ne doit pas manifester de signes de deuil extérieurs le Shabbat et les jours de fête. Il peut consommer du vin et de la viande, se rendre à la synagogue, lire la parasha (mais ne peut être appelé à la lire publiquement), réciter des Tehillim et le Kaddish. Toutefois, il se restreint du devoir conjugal et de la toilette du corps.

## Sources
- Grand Rabbin Jacques Ouaknin,"L'âme immortelle. Précis des lois et coutumes du deuil dans le judaïsme", éditions Bibliophane-Daniel Radford 2002, publié avec le concours du Consistoire de Paris  (ISBN 2-86970-059-8)
- Rav Alfred J. Kolatch,"Le Livre Juif du Pourquoi?", traduit par le Dr A. Kokos, Collection Savoir, 
  - Tome I éditions MJR 1990  (ISBN 2-88321-002-0)
  - Tome II éditions MJR 1996  (ISBN 2-88321-018-7)